# Limbodessus melitaensis
Limbodessus melitaensis är en skalbaggsart som beskrevs av Watts och William F. Humphreys 2006. Limbodessus melitaensis ingår i släktet Limbodessus och familjen dykare. Inga underarter finns listade i Catalogue of Life.